# عبد الله بن نمير
أبو هشام عبد الله بن نمير الهمداني الخارفي الكوفي حافظ ثقة، أحد رواة الحديث النبوي.
ولد في سنة 115 هـ .
- شيوخه ومن روى عنهم : روى عن: هشام بن عروة، والأعمش، وأشعث بن سوار، وإسماعيل بن أبي خالد،وزكريا بن أبي زائدة، ويزيد بن أبي زياد، وعبيد الله بن عمر العمري، وإبراهيم بن الفضل المخزومي، وخلق من طبقتهم.
- تلاميذه ومن روى عنه : حدث عنه: أحمد بن حنبل ، ويحيى بن معين ، وبنو أبي شيبة، وإسحاق الكوسج، وأحمد بن الفرات، وعلي بن حرب، والحسن بن علي بن عفان، وأبو عبيدة بن أبي السفر.

كان من أوعية العلم، وثقه يحيى بن معين وغيره. وممن يروي عنه ابنه الحافظ محمد بن عبد الله بن نمير. من مروياته: أخبرنا أحمد بن عبد المنعم الطاوسي، أنبأنا أبو جعفر الصيدلاني، أخبرنا أبو علي الحداد حضورا، أخبرنا أبو نعيم، أخبرنا عبد الله بن فارس، حدثنا أحمد بن الفرات، حدثنا عبد الله بن نمير وأبو أسامة، عن هشام بن عروة، عن أبيه عن عائشة بنت أبي بكر أن النبي صلى الله عليه وسلم قال: الحمى من فيح جهنم فأبردوها بالماء.

## وفاته
توفي عبد الله بن نمير في سنة 199 هـ .